# ۶۳۰ (میلادی)
۶۳۰ (میلادی) ششصد و سیمین سال تقویم میلادی است.

## رویدادها
- اردشیر سوم، شاهنشاه خردسال ساسانی به‌دست اسپهبد شهربراز کشته می‌شود و شهربراز بر تخت شاهی می‌نشیند. اما خود او نیز چند ماه بعد به‌قتل می‌رسد.

## زادگان
- ۷ نوامبر - کنستانس دوم، امپراتور بیزانس

## درگذشتگان
- ۲۷ آوریل - اردشیر سوم، شاهنشاه ساسانی
- ۹ ژوئن - شهربراز، شاهنشاه ساسانی

‎